# Hermes Europe
Hermes (oficialmente: Hermes Europe GmbH) es una multinacional de servicio de paquetería y reparto con sede principal en Hamburgo, Alemania. La empresa, que forma parte del Grupo Otto, es la más grande de Alemania en su categoría (operador privado), y la segunda más grande del país en general (detrás de DHL, que forma parte del servicio de correo estatal). Su sucursal inglesa, Hermes UK, es de las más importantes del Reino Unido.

## Historia y Destinos
Hermes Europe fue fundada en 1972 en Alemania Occidental, entrando en la Alemania del Este en 1990.
En 1997 se expandió hacia Francia, su primer destino fuera de Alemania, y posteriormente estableció operaciones en el Reino Unido (2000), Austria (2007), Italia (2009) y Rusia (2010).
Entre sus destinos actuales fuera del mercado europeo destacan EE. UU. y China.

## Operaciones
Para su operación en Alemania, Hermes utiliza una flota de furgonetas del modelo Volkswagen Crafter.
Recientemente, Hermes Europa ha puesto en marcha un conjunto de iniciativas en el mercado del comercio electrónico transfronterizo (cross-border e-Commerce), con soluciones full-service para marcas y minoristas.

## Hermes UK
En el Reino Unido, Hermes se ha convertido en un gigante del reparto, procesando más de 330 millones de paquetes al año. La empresa gestiona una red de unos 10.000 entidades que se encargan del reparto a domicilio y recogida programada. Esta infraestructura hace posible que Hermes preste servicios a gran número de tiendas en línea y portales de comercio electrónico, como Next Directory, ASOS, Tesco, John Lewis, Debenhams, Arcadia Group o Asda.

#### myHermes y ParcelShops
myHermes es el servicio en línea de Hermes UK, que fue lanzado en 2009 con el fin de responder a las demandas cada vez más crecientes de una solución cómoda, flexible y asequible. A día de hoy, myHermes es el líder en encargos de paquetes por Internet, conocido por su two-day service (servicio de dos días) a nivel nacional a través de la red ParcelShops, y el three-day delivery service de recogida del domicilio.

#### Críticas y conflictos
Respondiendo a la imagen negativa que se le ha dado a su servicio económico en la prensa inglesa, el Grupo Hermes ha invertido más de 30 millones de libras en su operación en el Reino Unido. A finales de 2017 el grupo lanzó el mayor hub para el almacenaje de productos de paquetería, creando unos cien puestos de trabajo en el proceso.
En junio de 2018 un juzgado en Leeds falló a favor de 65 repartidores, considerándoles empleados directos de Hermes con derecho al salario mínimo y vacaciones pagadas. Hermes ha defendido que dichos empleados eran autónomos contratados por la compañía. Según fuentes involucradas, este fallo podría afectar en el futuro a unos 14.550 repartidores. El departamento jurídico de Hermes está considerando recurrir la sentencia.
Gremios
En 2013 Hermes fue nombrado la mejor empresa repartidora a domicilio por el ECMOD Direct Commerce Award. En 2017 ganó varios premios, incluido el Operational and Compliance Excellence de los Motor Transport Awards⁣. En 2018 ganó el premio Equipo Digital del Año en los Computing Awards.